# القلفان (السبعين)

تعديل مصدري - تعديل

حي القلفان أحد أحياء مديرية السبعين في محافظة أمانة العاصمة اليمنية. بلغ عدد سكانه 18283 نسمة حسب التعداد السكاني في اليمن لعام 2004.

## الحارات
| الحارة            | عدد المساكن | عدد الأسر | الذكور | الأناث | الإجمالي |
| ----------------- | ----------- | --------- | ------ | ------ | -------- |
| حارة حمراء علب    | 739         | 710       | 2815   | 2396   | 5211     |
| حارة المهاجرين    | 1173        | 1118      | 4165   | 3654   | 7819     |
| حارة بير الزبيب   | 465         | 439       | 1821   | 1715   | 3536     |
| حارة حارة المسراخ | 25          | 25        | 90     | 84     | 174      |
| حارة الحكمة       | 209         | 208       | 835    | 708    | 1543     |
| الإجمالي          | 2611        | 2500      | 9726   | 8557   | 18283    |